# Incoming
Incoming (bra: Os Novatos; prt: Os Caloiros) é um filme de comédia adolescente americano de 2024 escrito e dirigido por Dave e John Chernin em seu primeiro longa-metragem. A trama acompanha Benj e os amigos Eddie, Connor e Koosh, navegando nas primeiras semanas como calouros do ensino médio. Foi lançado na Netflix em 23 de agosto de 2024.

## Premissa
Quatro adolescentes se preparam para participar de sua primeira festa como calouros do ensino médio. Empolgados e nervosos, eles veem a festa como uma oportunidade de se destacarem, conseguirem uma namorada e finalmente se enturmarem. Porém, à medida que a noite avança, o que deveria ser uma simples noitada se transforma em uma série de eventos inesperados.

## Elenco
- Mason Thames como Benjamin "Benj" Nielsen
- Ramon Reed como Eddie
- Raphael Alejandro como Connor
- Isabella Ferreira como Bailey
- Bardia Seiri como Danah "Koosh" Koushani
- Loren Gray como Katrina Aurienna
- Ali Gallo como Alyssa Nielsen
- Kaitlin Olson como Sra. Nilsen
- Bobby Cannavale como Prof. Studebaker
- Scott MacArthur como Dennis
- Thomas Barbusca como Rubi
- Kim Hawthorne como Diretora Hutchens
- Victoria Moroles como Gabrielle
- Kayvan Shai como Kayvon "Koosh" Koushani

## Produção
O filme foi escrito e dirigido pelos estreantes Dave Chernin e John Chernin. Nicholas Stoller e Conor Welch da Stoller Global Solutions, Todd Garner, Peter Principato, Ben Silverman e Mark Korshak da Artists Road e Peter Oillataguerre produziram o filme. Os direitos foram adquiridos pela Netflix em novembro de 2023. O elenco é composto por Mason Thames, Bobby Cannavale, Kaitlin Olson e Scott MacArthur, bem como Bardia Seiri, Ramon Reed e Raphael Alejandro. As primeiras imagens das gravações foram publicadas em julho de 2024.

## Lançamento
O filme foi lançado na Netflix em 23 de agosto de 2024.

## Recepção
No site agregador de críticas Rotten Tomatoes, 21% das 28 avaliações dos críticos são positivas, com uma classificação média de 3,9/10. O Metacritic, que utiliza uma média ponderada, atribuiu ao filme uma pontuação de 38 em 100, com base em 8 críticos, indicando críticas "geralmente desfavoráveis".